# 国営放送

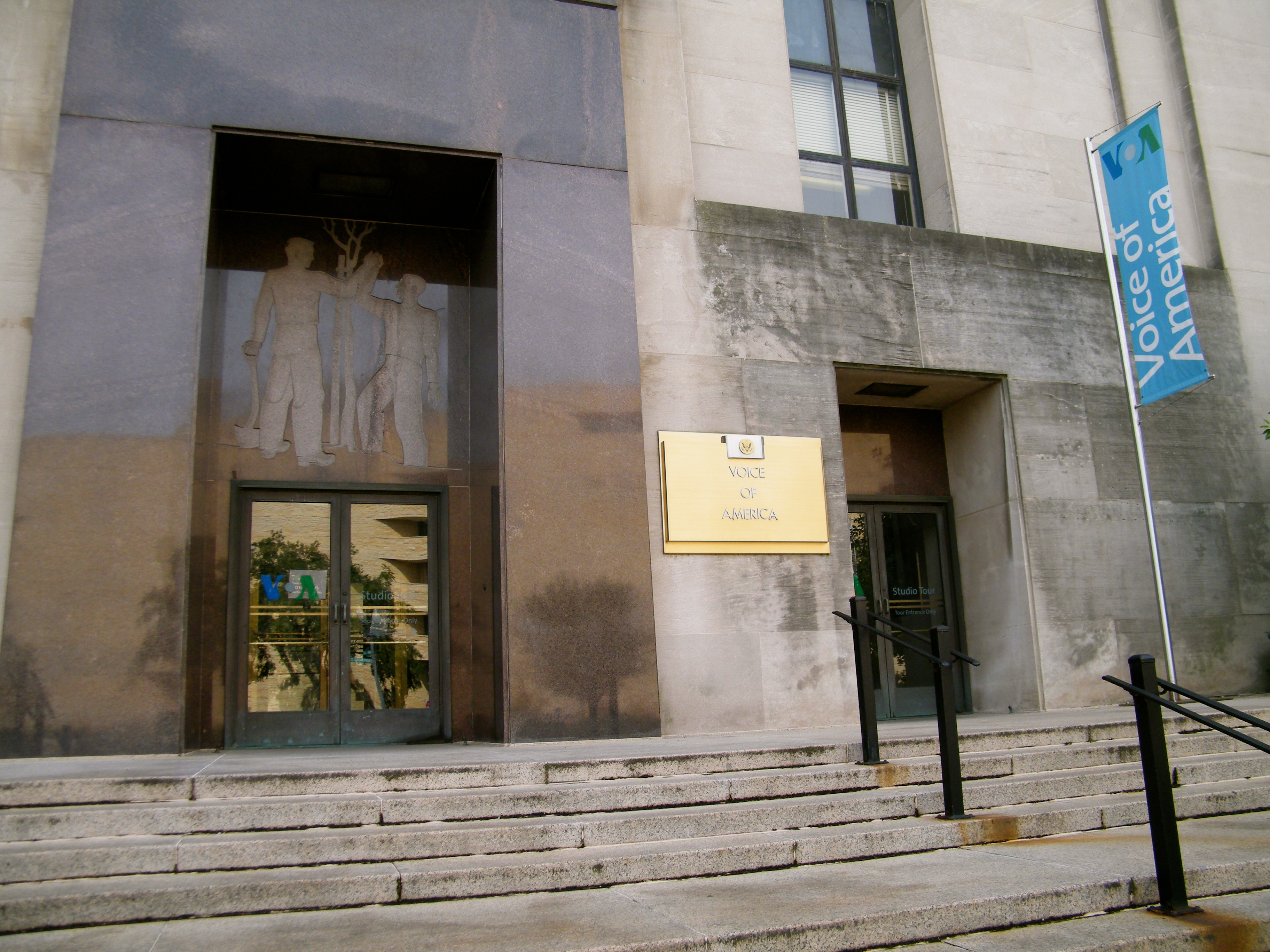
アメリカ合衆国のボイス・オブ・アメリカ本部（ワシントンD.C.）

国営放送（こくえいほうそう、英: governmental broadcasting）は、国家が管理・運営する放送。また、その放送を運営する機関。法律や国家権力により、国民に対し強い情報統制をかけて行われる放送形態のことを指すこともある。民間放送（商業放送）の対義語である。

## 歴史と概説
まだラジオ放送の黎明期だった1920年1月17日、アメリカ合衆国海軍省がワシントンD.C.のアナスコティア海軍航空局ではじめたNOFを国営放送の嚆矢とする。ワシントンD.C.アナスコティアにある海軍飛行場からNOFのコールサインでレコード演奏だけではなく、ニュース、天気予報、作物市場レポート、有名人の演説番組などを放送した。中でもアメリカ海軍の軍楽隊による生演奏番組が一番のウリだった。そして放送終了時には星条旗のレコードが流されていた。
1923年1月3日、アナスコティア海軍航空局は本来の航空無線の研究に専念するために、娯楽放送を打ち切った。
現代の国営放送の多くは、大国や旧共産圏諸国、ヨーロッパ諸国、開発途上国に存在し、運営資金は政府から拠出されている。そのため、放送内容は国家の政治的な宣伝（プロパガンダ）、鼓舞と言ったものが多く、国外に向けて国際放送を行っていることが多い。また、バチカン市国の国営放送であるバチカン放送は、当然ながらカトリック教会の教義に基づく宗教放送であり、世界のキリスト教徒に向けて放送されている。
変り種として、パラオのエコパラダイスFMのように、国内向けになっている局もある。

## 主な国営放送局
- アメリカ合衆国
  - ボイス・オブ・アメリカ（アメリカの声、VOA）
  - ラジオ・フリー・アジア（RFA）
  - ラジオ・フリー・ヨーロッパ（RFE）
  - AFN（在外部隊向け）
- ロシア
  - ロシアの声
  - ロシア1（RTR)
- フランス
  - France 24（フランス24）
  - ラジオ・フランス
- バチカン
  - バチカン放送
- 韓国
  - KTV国民放送
- 北朝鮮
  - 朝鮮中央放送（国内向け）
  - 平壌放送（朝鮮語のみの海外向け）
  - 朝鮮の声放送（Voice of Korea。朝鮮語以外の言語の海外向け）
- 中国
  - チャイナ・メディア・グループ（中央広播電視総台）
    - 中国中央電視台
    - 中国国際放送（北京放送、国外向け）
    - 中央人民広播電台（国内向け放送）
- 中華民国
  - 台湾国際放送（国外向け放送）
- イラン
  - イラン・イスラム共和国放送（国内向け放送と国際放送の双方を運営している）
- タイ
  - 広報局タイ国営放送（NBT。NBTラジオとNBTテレビなど）
- ベトナム
  - ベトナムテレビジョン
  - ベトナムの声放送局
- モンゴル
  - モンゴルの声
- ニュージーランド
  - ラジオ・ニュージーランド

他多数。
台北（中華民国）と北京（中華人民共和国)、また平壌（北朝鮮）とソウル（韓国）の、国営放送による中傷合戦及び、妨害電波はBCLの間では有名である。
ヨーロッパ諸国の国営放送局のほとんどは、専属のオーケストラ（放送交響楽団）を持っている。
また、英国放送協会（BBC）などのように、それ自体は公共放送だが、国際放送部門のみは運営資金が国家から支出されているケースもある。これに関して、近年ではTwitterなどを中心に、このような政府から資金を受け取っているマスメディアに関して国営放送に準ずるものではないかという疑念が上がっており、議論が続いている。

### 主な政府出資メディア
- NPR (米国公共ラジオ放送)[7]
- 公共放送サービス[8]
- 英国放送協会[9]
- カナダ放送協会[10]

## 日本の現状
日本の日本放送協会（NHK）のことを「国営放送」と表現するのは正しくない。NHKは（放送法施行による1950年の電波開放以降）公共放送を名乗り、国営放送ではない。
ただし、単なる誤解や国営放送・公共放送の同一視のほか、以下のような理由により「国営放送」やそれに準じるものとして扱われる場合がある。

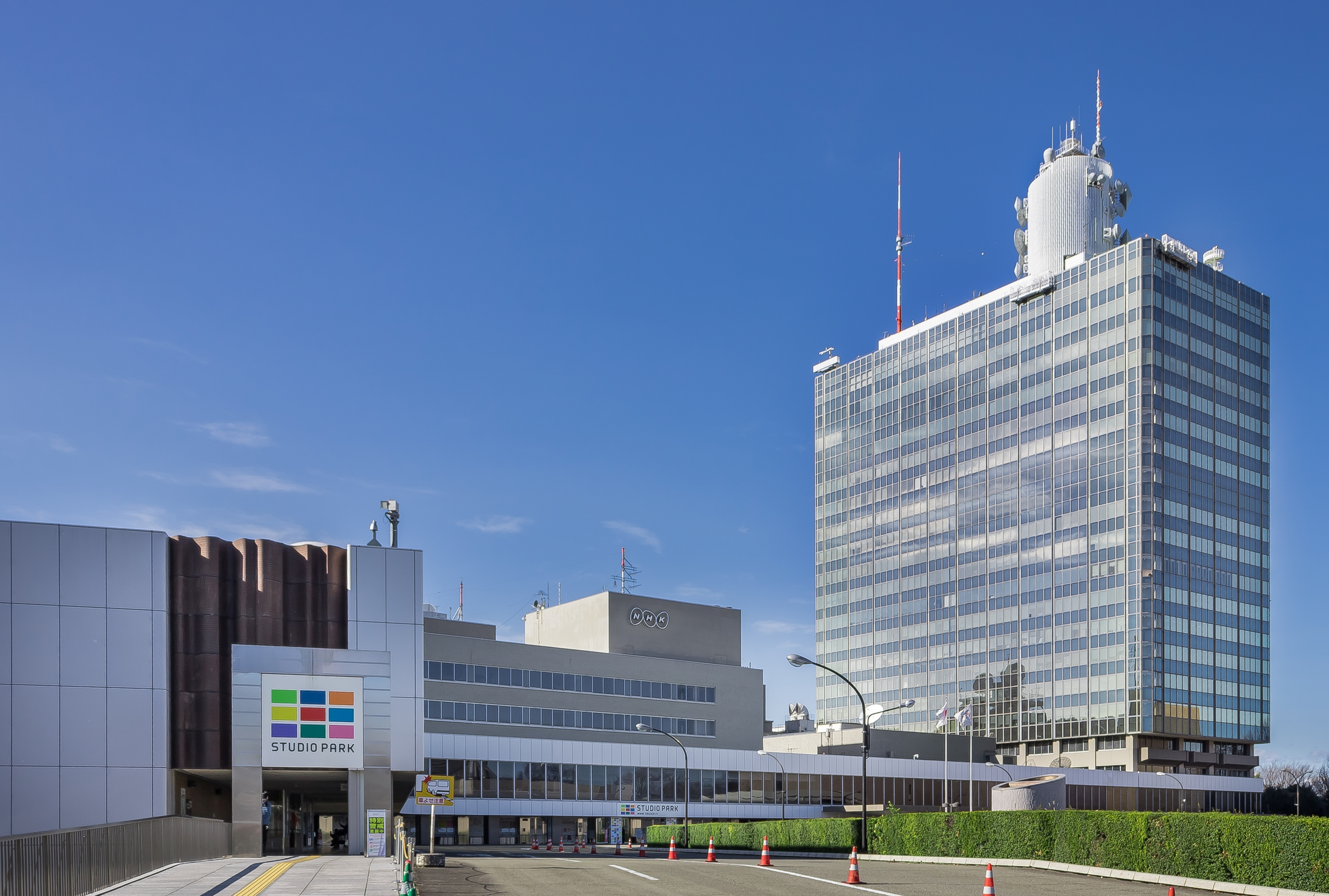
日本の日本放送協会(NHK)は、公共放送を名乗っている。（NHK放送センター）

- 社団法人時代、無線電信法により政府が放送事業を管掌し、受信するに当たっては放送受信許可（現在のNHK受信契約の前身）とラジオ受信機の取得許可、2種類を要したこと。なお、戦前の内地での放送は日本放送協会の独占事業であった（外地では朝鮮放送協会・台湾放送協会・満洲電信電話などが地域ごとに独占した）。
- 事業予算などに国会の承認が必要である。
- 放送法第15条に基づき、全国どこでも同じ番組が受信できるようにすることを義務付けられている（ユニバーサルサービス）。
- 放送法第65条に基づき、総務大臣はNHKに対して、放送区域、放送事項（邦人の生命、身体及び財産の保護に係る事項、国の重要な政策に係る事項、国の文化、伝統及び社会経済に係る重要事項その他の国の重要事項に係るものに限る）を指定して国際向け放送を行うよう要請できる。2007年の放送法改正以前は「命令」となっていた。
- 公共放送と国営放送の違いを理解した上でNHKと政府・与党との「距離の近さ」を揶揄する。この文脈では、1955年11月から（55年体制、自公連立）政権を担う自由民主党との距離の近さを問題視していることが多い。小説の形を取っての、また実名を挙げての告発本も著されている（今井彰「ガラスの巨塔」、永田浩三「NHK、鉄の沈黙はだれのために」、堀潤「変身 Metamorphosis メルトダウン後の世界」、相澤冬樹「安倍官邸vs.NHK 森友事件をスクープした私が辞めた理由」）。
  - NHK放送技術研究所での開発事業や国際放送事業（NHKワールドTV）で政府からの交付金を受けている[11]。
  - 2013年11月に、首相安倍晋三が自身に近いとされる百田尚樹、長谷川三千子、本田勝彦を経営委員に推薦し、3人は推された通りに就任した[12][13]。
- 放送終了の際、日章旗を放映し君が代を流す（1999年になって、国旗・国歌法により日本の国旗・国歌と定められた、Eテレとラジオ第2放送の場合[14]。基点放送時は日章旗を放映する（一時期の沖縄局は除く[15]））。
- ヨーロッパの国営放送同様にオーケストラ（NHK交響楽団）を持つ（大手メディアで他にあるのは読売新聞社のみ。ただし欧州でも英国放送協会、ドイツ公共放送連盟加盟の各放送局、オーストリア放送協会のように公共放送が放送交響楽団を持つ例は多数存在する）。

放送大学（放送大学学園）については、日本政府が直接運営を行っている訳ではなく、学生が納入する授業料で運営されるので、公共放送に分類される。その体系のため、受信料は無料である。ただし、2003年9月までの旧法人は政府が全額出資する特殊法人（放送大学学園法による運営）だったため、事実上国営放送だった。現法人についても実質的に国の運営下にあり、国から多額の補助金を交付されていることから、国営放送とみなされることもある。
グリーンチャンネルも、視聴料によって賄われるので民間放送に分類されるが、これを運営する一般財団法人グリーンチャンネル（旧名：財団法人競馬・農林水産情報衛星通信機構）は日本政府が全額出資する特殊法人の日本中央競馬会（JRA）がほぼ全額（97.5%）を出資しているため、実質的な国営放送にあたる。
2006年、当時の首相小泉純一郎が「国際情報発信の強化」を指示し、アメリカのVOAのような政府発の国際放送を日本でも導入すべきとの議論が出てきた。この指示に基づき2007年7月9日、対北放送「ふるさとの風」の運営が拉致問題対策本部によって開始された。
2015年1月14日、自民党は“史実と異なる情報が海外で広まっている”現状を踏まえ、日本の立場を正確に発信する「国際放送」の創設をNHKとは別に検討する方針を確認した。また9月には、“テレビの有無（受信契約が自動締結されるか否かが決まる）に関係なく受信料支払いを義務化すべき”とする提言を党の情報通信戦略調査会「放送法の改正に関する小委員会」が行なっている。